# ザ・ナショナル・デスク
『ザ・ナショナル・デスク』（The National Desk、通称「TND」）は、アメリカのシンクレア・ブロードキャスト・グループが制作する日刊テレビニュース番組。2021年1月18日に全国で初放送され、オリジナルコンテンツだけでなく、全米のシンクレアの報道業務のジャーナリズムリソースも利用されている。この番組は、ワシントンD.C.市場の旗艦放送局WJLA-TVのスタジオから発信されている。

## 歴史
2020年6月、シンクレアは、ネクスター・メディア・グループがNewsNation向けに制作した『NewsNation Prime』と同様の形式で、平日朝（現地時間6:00〜9:00）に放送し、シンクレアの放送局のニュース収集サービスとオリジナルコンテンツに依存する「ヘッドラインニュースサービス」を開始すると発表した。
この番組は最終的に『The National Desk（ザ・ナショナル・デスク）』というタイトルになり、ベテランのニュースアンカーであるジャン・ジェフコートを番組のホストに起用した。2021年1月18日に開始され、シンクレアのCW及びマイネットワークTV提携局と、朝のローカルニュース番組を持たないFOX提携局で放送される。
『ザ・ナショナル・デスク』は、これらの放送局での有料番組、テレビ伝道、シンジケート番組の大部分に取って代わり、長期的にはシンクレアのお金を節約したと伝えられている。朝のブロックは、2年前に終了した非教育的な子供向け番組であるKidsClickに対するシンクレアの試みの代わりにもなった。
2021年5月4日、シンクレアは同年9月27日に『ザ・ナショナル・デスク』の夜間枠の拡張を発表した。2時間の夜間のブロックは、The CW、FOX、マイネットワークTVの東部と中部のタイムゾーンのプライムタイムの後に放送され、山岳部と太平洋のタイムゾーンではそれに続く。
2021年11月15日、ペンシルベニア州アルトゥーナにあるABC提携局のWATM-TVは、通常はローカルニュース番組が放映される場所の代わりに『ザ・ナショナル・デスク』の放映を開始し、シンクレアの最初の「ビッグスリー」加盟局の1つとして当番組を放映することになった。これに先立ち、同州ジョンズタウンの近くにあるLMAパートナーのWJAC-TVが制作したニュース番組を放映していた。もう1つのLMA姉妹局、ジョンズタウンにあるFOX提携局のWWCP-TVは、ABCとのWATM-TVのネットワーク契約期間中に、『ザ・ナショナル・デスク』を放送している。
週末版は、2022年3月5日に開始され、平日夜間版でもライブデスクのアンカーを務めているユージーン・ラミレス（Eugene Ramirez）がアンカーを務めた。
最近、シンクレアが所有または運営するいくつかの「ビッグ4」放送局は、地元のニュース番組を『ザ・ナショナル・デスク』に置き換えた。4月3日、アラバマ州モービルのWPMI、ミシガン州フリントのWEYI、サウスカロライナ州コロンビアのWACH、ジョージア州メイコンのWGXAで放送を開始した（一部のローカルニュース放送は上記の全ての放送局で残された）。そして5月15日、これらの報道業務が閉鎖されたため、オハイオ州トレドのWNWO、オレゴン州メドフォードのKTVL、アイオワ州スーシティのKPTH、フロリダ州ゲインズビルのWGFL/WNBW-DT、ネブラスカ州オマハのKPTMに追加された。

## 形式
シンクレアは歴史的にローカル局に保守的な意見の放送必須（Must-run）コーナーを放送することを要求していたにもかかわらず、『ザ・ナショナル・デスク』は、シンクレアが「包括的で論評のない」ニュース番組であると説明している。しかし、この番組は、新型コロナウイルス感染症（COVID-19）の誤った情報を放送し、反移民組織FAIRからコメンテーターを招待し、インベスト・イン・アメリカ法の費用に関する全米納税者組合の虚偽を繰り返し放映し、公立学校に批判的人種理論を含めることに反対する取り組みを促進し、2020年大統領選挙の誤った情報を広めるインタビューを実施し、選挙の安全性について議論しながら投票を制限する共和党の取り組みに対するインタビュー対象者の支持を隠蔽したことで、メディア・マターズ・フォー・アメリカによって批判されている。
『ザ・ナショナル・デスク』の共通コーナーには、現在政治的議論の対象となっている問題をファクトチェックする「Fact Check Team（ファクトチェックチーム）」（当初は「Truth Squad Team（真実調査チーム）」と呼ばれていた）、アメリカ人に影響を与える重要な問題についてシンクレアの調査チームから報告される「Spotlight on America（スポットライト・オン・アメリカ）」、全国にあるシンクレアの放送局からの現地リポートを特集する「Pulse of America（パルス・オブ・アメリカ）」、ニュース速報や発展途上の記事を提供するアンカーである「Live Desk（ライブ・デスク）」、そして番組の朝版では各30分の終わりに天気コーナーがあり、夕方版では各時間の終わりに、アメリカ全土を巡るサイクルで地元地域をリポートするシンクレアの気象学者からのリポートが特集される。天気コーナーは、地元の天気、ニュース、または特定の市場向けのその他の番組に置き換えることができる。週末版は平日版の注目記事をまとめたもので、平日のアンカーが伝える。
この番組は、シンクレアの広告付きストリーミングサービスのStirrで放送されるほか、ほぼ全てのシンクレア放送局のサイト及びアプリのライブビデオセクションでも放送され、全国的に視聴できるようになる。ネットワークの契約または姉妹局が全く存在しないため、全ての市場のシンクレア放送局で放送されるわけではない。

### 『ザ・ナショナル・ウェザー・デスク』
『ザ・ナショナル・ウェザー・デスク（The National Weather Desk）』は、『ザ・ナショナル・デスク』の30分間のスピンオフとして、2022年9月26日に開始された。この番組は、気象のトップ記事、全国の天気予報、シンクレアの放送局からの地元の気象関連の記事、気象現象についての説明者、視聴者からの天気関連の写真や映像を幅広く取り上げている。各番組の最後の部分はカットインで、放送局が地元の予報やその他のコンテンツを提示できるようにする。

## 反応
当番組は、最初の1週間後に『NewsNation』の5倍のTwitterフォロワーがいることで開始時に注目を集めた（5ヶ月間放送されていた『NewsNation』と比較して）。ただし、「@Circa」の下のソーシャルメディアアカウントは、シンクレアの廃止されたCirca Newsサービス用に2012年から存在していた。このサービスは2019年3月26日に終了され、シンクレアは既存のソーシャルメディアアカウントを存続させ、2ヶ月後に新しい「@TND」ハンドルの下でそれらを転用し、休止中のアカウントを中心に『ザ・ナショナル・デスク』のコンセプトを構築し、アカウントのフォローを止めなかったCirca時代のフォロワーベースの殆どを保持した。